# Acer micranthum
Acer micranthum är en kinesträdsväxtart som beskrevs av Sieb. & Zucc.. Acer micranthum ingår i släktet lönnar, och familjen kinesträdsväxter. Inga underarter finns listade i Catalogue of Life.